# Schoßgebete (Roman)
Schoßgebete ist nach Feuchtgebiete der zweite Roman von Charlotte Roche. Er erschien am 10. August 2011 im Piper Verlag und hat, folgt man Zeitungsinterviews, zum Teil autobiographischen Charakter. Eine Frau schildert drei Tage aus ihrem Leben sowie ihre Gedanken zu familiären Beziehungen, Freunden und Ängsten. Das Buch verkaufte sich bis März 2013 über eine Million Mal.

## Handlung
Der Roman beginnt in der Gegenwart mit der detaillierten Beschreibung einer Sexszene zwischen der Erzählerin Elizabeth Kiehl und ihrem Ehemann Georg. Sie arbeitet als Fotografin und er als Galerist. Beide haben sich im beruflichen Kontext während ihrer Schwangerschaft und der seiner Lebensgefährtin kennengelernt. Nach der Geburt der Kinder trennten sich die Paare aus verschiedenen Gründen, und Elizabeth heiratete Georg. Elizabeth hatte acht Jahre zuvor ihre drei Brüder bei einem Autounfall verloren, als diese zu Elizabeths Hochzeit unterwegs waren. Wegen des Unfalls wurde die Hochzeit abgesagt; Elizabeth ist seitdem traumatisiert und wird psychotherapeutisch behandelt.

„Eine Lebenszäsur von unvorstellbarem Grauen, begleitet auch von Schuldgefühlen. ‚Diese Geschichte‘, so heißt es im Roman, ‚hat mein ganzes Leben ruiniert‘. Und: ‚Mein Mann hat einen Scherbenhaufen geheiratet.‘ Die Geschichte des Unfalls ist in die Mitte des Romans platziert; sie liefert damit Erklärungsmuster für das Vorhergegangene und das Nachfolgende. Der vermeintlich pornographische und skandalöse Roman nimmt plötzlich eine andere Färbung an: Er wird zu einer pathologischen Geschichte. Auch deshalb, weil sich Heldin und Autorin stets im ungeschützten, öffentlichen Raum bewegen. Natürlich sind sie nicht ein und dieselbe Person, aber sie unternehmen diese Gratwanderung Hand in Hand.“

Während der im Roman beschriebenen drei Tage erzählt Elizabeth von den Besuchen bei der Therapeutin, ihrem Verhältnis zu Tochter, Vater und Mutter sowie von anderen Ereignissen aus ihrem Leben. Sie beschreibt sich als kontrolliert, ständig auf der Lauer liegend und auf das Schlimmste gefasst. Einzig beim Sex könne sie loslassen. Ihr großes Ziel sei, mit ihrem Ehemann zusammenzubleiben und ihrer Tochter eine bessere Mutter zu sein, als ihre Mutter es für sie war.

## Rezeption
Die Frankfurter Allgemeine Zeitung stellt den „manischen Charakter“ der Protagonistin Elizabeth Kiehl fest, die sich „gedanklich selbst zerfleischt […] um die beste Ehefrau, die beste Mutter und die beste Patientin für ihre Therapeutin zu sein […] und ein Leben ohne Entspannung [führt]“, da Kiehl genau wie Roche die „untröstliche Wahrheit der Autorin“ verarbeiten muss, dass ihre Geschwister bei einem Unfall gestorben sind: „das wahre Ereignis verleiht dem Roman eine Dringlichkeit und eine Wucht, denen man sich nicht entziehen kann“. Der Roman wurde als „komplexer, reifer und anspruchsvoller als der Erstling Feuchtgebiete“ positiv bewertet.
Der Spiegel stellt ebenfalls starke Parallelen zwischen Kiehl und Roche fest („offensiv deckungsgleich mit sich selbst“), äußert sich aber kritischer: Es sei der „plumpe Selbsttherapierungsversuch der Autorin“, der Narzissmus vorgeworfen wird: Dies sei ärgerlich, weil die Protagonistin Elizabeth trotz „allen abseitigen Sexualpraktiken“ als universale Figur funktioniere, „als blitzgescheite Hasardeurin, die sich durch unterschiedlichste Ideologien, Lebensentwürfe und Selbstprüfungen schlägt“ und wie viele Frauen Mitte 30 zwischen Geist und Trieb wählen müsse. Das Magazin lobt die „große Leistung von Roche, dass sie auf solche Fragen erst gar nicht Antworten zu geben versucht.“
Die Süddeutsche Zeitung kritisierte, dass der Roman „an der konsequenten Verwirrung der Verhältnisse zwischen Autorin und Erzählerin“ leide und „von der Lüge der rettenden Sexualität“ lebe. Roche wird dabei vorgeworfen, „das Unvermögen, sich sprachlich angemessen auszudrücken […] zu einem Mittel der literarischen Selbstinszenierung“ auszunutzen, und das Buch als „unerheblich, trivial, ja verlogen“ verrissen.
Bei den Leserkritiken war eine starke Polarisierung festzustellen; oft wurde die beste oder die schlechteste Bewertung abgegeben.
Schoßgebete konnte sich sofort auf Position 1 der Bestsellerlisten platzieren; die Startauflage (eine halbe Million Exemplare) war innerhalb einiger Tage ausverkauft.

## Verfilmung
Das Buch wurde 2013 von Sönke Wortmann mit Lavinia Wilson und Jürgen Vogel verfilmt; Kinostart in Deutschland war der 18. September 2014.
- Schoßgebete bei IMDb